# Script (Unicode)
Nello standard Unicode, uno script è una collezione di lettere ed altri segni scritti utilizzati per rappresentare informazioni testuali in uno o più sistemi di scrittura. Alcuni script supportano soltanto una lingua o sistema di scrittura, come ad esempio l'armeno. Altri script possono supportare più di un sistema, ad esempio lo script latino supporta l'italiano, l'inglese, il francese, il tedesco, il vietnamita, il latino stesso e molti altri.